# Amour それは…
ロマンチック・レビュー『Amour それは…』（あむーるそれは）は、作・演出が岡田敬二の宝塚歌劇団レビュー作品。

## 上演記録
2009年（宙組公演）
- 4月17日から5月18日まで宝塚大劇場で、6月5日から7月5日まで東京宝塚劇場で上演。併演は、『薔薇に降る雨』（作・演出は正塚晴彦）。
- 24場。

- 宙組トップスターの大和悠河とトップ娘役の陽月華サヨナラ公演（退団公演）。
- 大劇場公演は、宝塚歌劇団95期生の初舞台公演。

2015年（星組公演）
- 6月12日から7月5日に星組全国ツアー公演で公演。併演は、『大海賊 -復讐のカリブ海-』（作・演出は中村暁）。
- 北翔海莉と妃海風の星組トップコンビのプレお披露目公演。

| 公演日        | 公演場所                                              |
| 6月12日（金） | 神奈川県民ホール（神奈川県）                          |
| 6月13日（土） | 神奈川県民ホール（神奈川県）                          |
| 6月14日（日） | 神奈川県民ホール（神奈川県）                          |
| 6月17日（水） | ひたちなか市文化会館（茨城県）                        |
| 6月18日（木） | いわき芸術文化交流館アリオス（福島県）                |
| 6月20日（土） | イズミティ21（宮城県）                                |
| 6月21日（日） | イズミティ21（宮城県）                                |
| 6月23日（火） | 大宮ソニックシティ（埼玉県）                          |
| 6月24日（水） | 桐生市市民文化会館（群馬県）                          |
| 6月25日（木） | 宇都宮市文化会館（栃木県）                            |
| 6月27日（土） | 北九州ソレイユホール (旧・九州厚生年金会館)（福岡県） |
| 6月28日（日） | 福岡市民会館（福岡県）                                |
| 6月30日（火） | ひこね市文化プラザ（滋賀県）                          |
| 7月1日（水）  | 一宮市民会館（愛知県）                                |
| 7月2日（木）  | 四日市市文化会館（三重県）                            |
| 7月4日（土）  | 梅田芸術劇場・メインホール（大阪府）                  |
| 7月5日（日）  | 梅田芸術劇場・メインホール（大阪府）                  |
| ------------- | ----------------------------------------------------- |

## 場面（2009年）
第一章　オープニング
- 音楽：吉崎憲治
- 振付：若央りさ

真紅の衣装の青年が、「人生は素晴らしい、愛することは美しい」と人生を謳歌して歌いだす。次々に若者達が唱和する。
- プロローグの紳士S - 大和悠河
- プロローグの淑女S - 陽月華
- プロローグの紳士A - 蘭寿とむ、北翔海莉
- プロローグの淑女A - 美羽あさひ、大海亜呼、花影アリス、純矢ちとせ
- プロローグの紳士 - 悠未ひろ、十輝いりす、七帆ひかる、春風弥里、鳳翔大、蓮水ゆうや

間奏曲（一）　若さ、スパークリング!
- 音楽：吉崎憲治
- 振付：若央りさ

一人の青年と六人のコーラスグループが「若さ、スパークリング」を歌う。
- スパークリングの歌手 - 蘭寿とむ、北翔海莉
- 6.カラット - 悠未ひろ、十輝いりす、七帆ひかる、春風弥里、鳳翔大、蓮水ゆうや

第二章　アムール、それは
- 音楽：吉崎憲治
- 振付：御織ゆみ乃

舞台は睡蓮と鈴蘭の咲く花園。王子・トリスタンがイゾルデ姫に出会い、初めての恋の喜びを妖精達とともに歌い踊る。
- プリンス・トリスタン - 大和悠河
- イゾルデ - 陽月華
- マーガレット - 美羽あさひ
- キャサリン - 大海亜呼
- アン - 花影アリス
- ソフィ - 純矢ちとせ

第三章　フロリダの風
- 音楽：吉崎憲治
- 振付：羽山紀代美

舞台はフロリダあたりのプエルトリコやキューバ系の人々が集まるクラブ。熱い音楽にのって男女が激しく歌い踊る。
- プエルトリカンの歌手 - 蘭寿とむ、北翔海莉
- サンファンの男S - 大和悠河
- サンファンの娘S - 陽月華
- サンファンの歌手（男） - 天羽珠紀、風莉じん、香翔なおと
- サンファンの歌手（女)  - 鈴奈沙也、美風舞良、花音舞

第四章　ラモーナ幻想
- 音楽：甲斐正人
- 振付：室町あかね

「ラモーナ」の曲にのって、白いドレスの淑女と白燕尾服の紳士がアールデコ風のセットの中で幻想的に踊る。
- ラモーナの紳士S - 大和悠河
- ラモーナの淑女S - 陽月華
- ラモーナの紳士A - 蘭寿とむ、悠未ひろ、北翔海莉
- ラモーナの淑女A - 美羽あさひ、花影アリス、純矢ちとせ
- ラモーナの淑女（ソロ） - 七瀬りりこ

間奏曲（二）　She…
- 音楽：高橋恵
- 振付：室町あかね

若者が理想の恋人について、手話を使いながら歌い始めると、様々なタイプの女の子が登場する。
- アンソニー - 蘭寿とむ
- Sheの歌手 - 天羽珠紀、美風舞良
- 思い出の女 - 美羽あさひ、大海亜呼、花影アリス、純矢ちとせ

第五章　夢・アモール
- 音楽：吉崎憲治
- 振付：羽山紀代美

ドラマチックな音楽にのり、スパニッシュ風の衣装を着た男女が熱い恋のやり取りを踊る。
- 踊る男S1 - 大和悠河
- 踊る女S - 陽月華
- 踊る男S2 - 蘭寿とむ
- 踊る男S3 - 北翔海莉
- 踊る男A - 寿つかさ、悠未ひろ、十輝いりす、七帆ひかる
- 踊る女A - 美羽あさひ、大海亜呼、花影アリス、舞姫あゆみ

第六章　95期生のロケット・ダンス
- 音楽：高橋城
- 振付：御織ゆみ乃

初舞台生がモーツァルト曲のアレンジでロケットダンスを踊る。
第七章　ヘミル（未来へ）
- 音楽：高橋城
- 振付：御織ゆみ乃

大階段で歌手が"ヘミル（未来へ）"の曲を歌う。娘が登場してデュエットダンスになる。曲調がボレロ風に変化し、大階段で黒燕尾服の紳士達が登場し、踊る。
- ヘミルの歌手 - 大和悠河
- ルージュの女 - 陽月華
- カゲソロ - 風莉じん
- ボレロの紳士A - 蘭寿とむ、北翔海莉

第八章　フィナーレ
- 音楽：高橋城、高橋恵
- 振付：若央りさ

パレードの場面。
- パレードの紳士S - 大和悠河
- パレードの淑女S - 陽月華
- パレードの紳士 - 蘭寿とむ、悠未ひろ、北翔海莉、十輝いりす、七帆ひかる、春風弥里、鳳翔大、蓮水ゆうや
- パレードの淑女（歌手） - 大海亜呼、花影アリス、純矢ちとせ
- エトワール - 美羽あさひ

## 主な出演者
2009年宙組公演
- 大和悠河
- 陽月華
- 蘭寿とむ
- 悠未ひろ
- 北翔海莉
- 美羽あさひ

他、宝塚歌劇団宙組生徒。凪七瑠海は休演（月組公演『エリザベート -愛と死の輪舞-』出演のため）。
2015年星組全国ツアー
- 北翔海莉
- 妃海風
- 十輝いりす
- 礼真琴

他、宝塚歌劇団星組選抜メンバー

## スタッフ
宝塚大劇場公演のデータ
- 作・演出[7]：岡田敬二[1]
- 作曲[7]・編曲[7]：吉崎憲治、高橋城、甲斐正人
- 編曲[7]：前田繁実、脇田稔、高橋恵
- 音楽指揮：佐々田愛一郎[7]
- 振付[7]：羽山紀代美、室町あかね、御織ゆみ乃、若央りさ
- 装置：大橋泰弘[7]
- 衣装：任田幾英[7]
- 照明：勝柴次朗[8]
- 音響：大坪正仁[8]
- 小道具：石橋清利[8]
- 歌唱指導[8]：吉崎憲治、楊淑美
- 演出助手：[8]：大野拓史、生田大和
- 舞台進行：若林修[8]
- 制作：横山卓之[8]
- 訳詞：平野恵子[8]